# Lutjanus apodus
Het baarsje of de schoolmeester (Lutjanus apodus) is een straalvinnige vis uit de familie van snappers (Lutjanidae) en behoort derhalve tot de orde van baarsachtigen.
De vis heeft een goed ontwikkelde spitse bek en een lichaam dat qua kleur varieert van zilverachtig tot bronskleurig. De staart en vinnen zijn geel, en rondom de bek bevinden zich blauwe strepen. De vis kan tot 60 cm groot worden.

## Verspreiding
De vis komt veel voor in het Caribische Zee en de warmere wateren van het Amerikaanse continent. Hij vormt vaak scholen van enkele tientallen in gebieden waar zich veel gorgonen en steenkoralen bevinden, op een diepte tussen 2 en 30 meter.

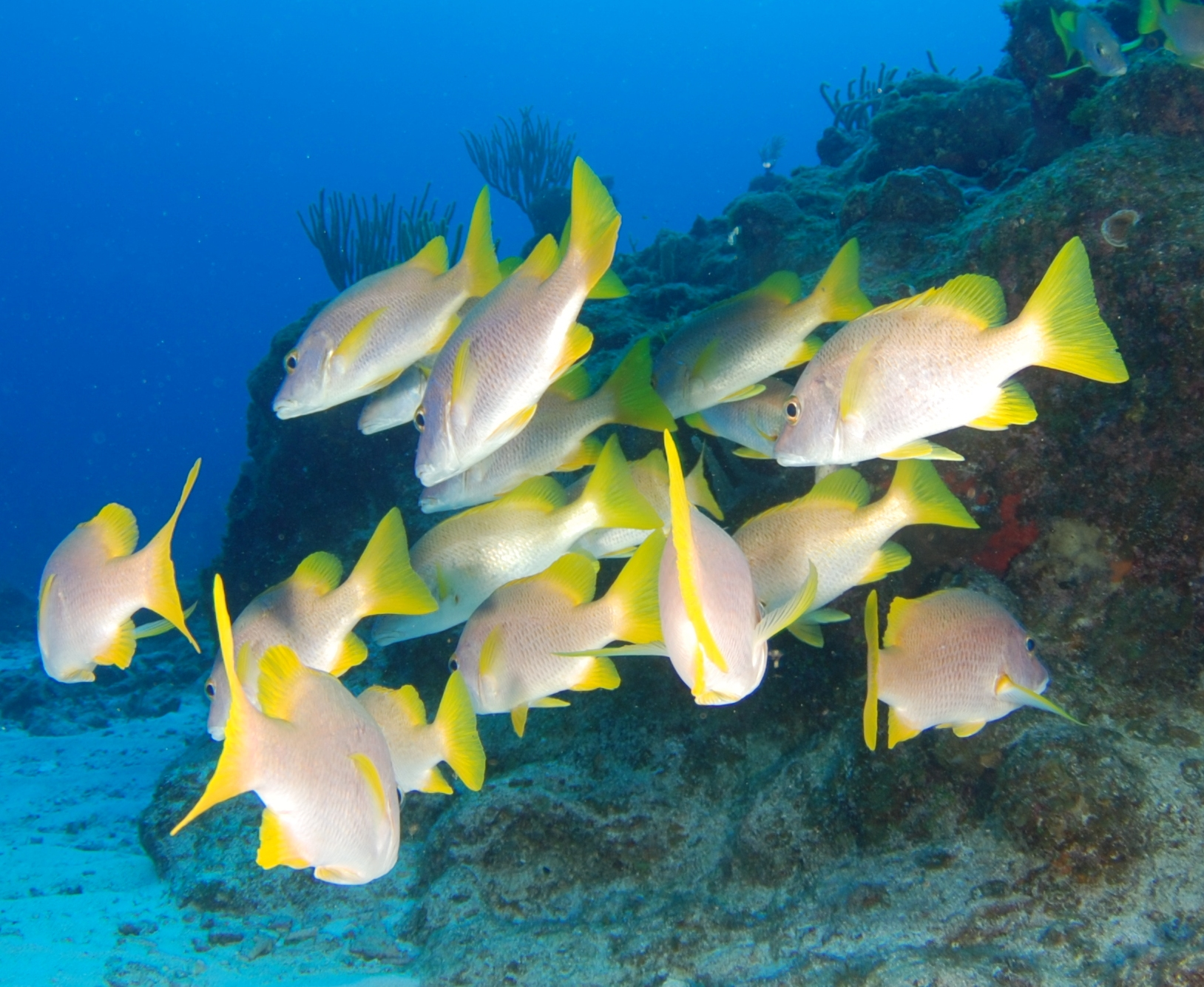
School van Lutjanus apodus

1. ↑  (en) Lutjanus apodus op de IUCN Red List of Threatened Species.